# لويس سبينس
لويس سبينس (بالإنجليزية: Lewis Spence) (و. 1874 – 1955 م) هو صحفي، ومعجمي، ولغوي، وشاعر، ومؤرخ، ومؤلف، وكاتب، وميثوغرافيا من المملكة المتحدة، والمملكة المتحدة لبريطانيا العظمى وأيرلندا، ولد في أنغوس، كان عضوًا في الحزب القومي الاسكتلندي، توفي في إدنبرة، عن عمر يناهز 81 عاماً.

## التعليم
تعلم في جامعة إدنبرة.

## روابط خارجية
- لويس سبينس على موقع ميوزك برينز (الإنجليزية)